# Chatham House
A Chatham House, anteriormente conhecida como Royal Institute of International Affairs, é uma organização sem fins lucrativos, não governamental, sediada em Londres, cuja missão é analisar o conhecimento e promover uma melhor compreensão dos principais temas políticos internacionais. É considerada uma das mais importantes instituições nessa área. Seu nome é inspirado no nome da sua sede, uma casa do século XVIII situada na St. James's Square, projetada em parte por Henry Flitcroft e ocupada por três primeiros-ministros britânicos, inclusive William Pitt, 1° Conde de Chatham.
O atual presidente  do Conselho da Chatham House (2013) é Stuart Popham.
A atividade de pesquisa da instituição se estrutura em quatro departamentos: energia, ambiente e recursos naturais, economia internacional e direito internacional, que compreende, juntamente com o programa de direito internacional propriamente dito, programas regionais na África, Américas, Ásia, Europa, Oriente Médio e Norte da África, Rússia e Eurásia.
A organização foi considerada pela revista Foreign Policy como o think-tank mais importante do mundo - fora dos Estados Unidos - incluindo-a no seleto grupo de think-tanks que são regularmente consultados para criar novas agendas e empreender novas iniciativas.

## Chatham House Rule
A Chatham House é a origem da regra de anonimato conhecida como Chatham House Rule ("Regra de Chatham House"), que prevê que os participantes de um seminário possam discutir externamente o que foi dito durante o encontro, sem no entanto mencionar quem participou da reunião ou o que um determinado participante disse. A  regra foi criada para facilitar a discussão aberta sobre questões controversas ou impopulares, por pessoas que, de outra forma, talvez não pudessem falar livremente. Entretanto, na maioria dos seminários da Chatham House a regra de anonimato não tem sido aplicada.

Quando uma reunião (ou uma parte da reunião), é governada pela regra da Chatham House, os participantes são livres de usar a informação recebida, mas não podem divulgar a identidade e a afiliação dos oradores e dos participantes.

Tradução oficial pela Chatham House

## Chatham House Prize
O  Chatham House Prize é um prêmio anual concedido ao estadista eleito pelos membros da Chatham House como sendo aquele que deu a mais significativa contribuição para a melhoria das relações internacionais naquele ano. A seleção é feita pela equipe de pesquisa da Chatham House e pelos três presidentes: Lord Ashdown, Sir John Major e a Baronesa Patricia Scotland. A escolha se dá por votação secreta, da qual participam todos os membros da Chatham House.
No ano de 2009 o estadista premiado com o Chatham House Prize foi o presidente do Brasil, Luiz Inácio Lula da Silva 